# Camins encreuats
Camins encreuats (títol original:  It's the Rage) és una versió cinematogràfica de 1999 de l'obra de Keith Reddin "The Alarmist" sobre tres històries interconnectades i com les pistoles afecten les nou persones involucrades. La pel·lícula és la primera dirigida per James D. Stern, i compta amb un repartiment estel·lar. Ha estat doblada al català.

## Argument
Les armes de foc figuren en les vides entrellaçades de nou persones. Warren (Jeff Daniels) dispara a l'amant de la seva esposa, Helen (Joan Allen), i en la seva defensa ell afirma que va pensar que estava disparant-li a un intrús. Ella el deixa; i el seu advocat (Andre Braugher) l'ajuda a obtenir un treball amb un assistent d'informàtica solitari (Gary Sinise) que branda la seva pistola de vegades a Helen. Tennel (Josh Brolin), l'ex-assistent de l'informàtic, apareix en una botiga de vídeos i s'enamora d'Annabel Lee (Anna Paquin), una noia del carrer agressiva que li agrada queixar-se d'homes amb el seu germà psicòtic (Giovanni Ribisi).
En secret, Annabel comença una aventura amb l'advocat, però les coses es compliquen quan l'amant gai de l'advocat, Chris (David Schwimmer), s'assabenta. Mentrestant, un policia (Robert Forster) es queda amb Warren.

## Repartiment
- Joan Allen: Helen.
- Andre Braugher: Tim.
- Josh Brolin: Tennel.
- Jeff Daniels: Warren Harding.
- Robert Forster: Tyler.
- January Jones: Janice Taylor.
- Anna Paquin: Annabel Lee.
- Giovanni Ribisi: Sidney.
- David Schwimmer: Chris.
- Gary Sinise: Morgan.
- Muse Watson: Cleaner.
- Bokeem Woodbine: Agee.

## Producció
El rodatge va tenir lloc a Los Angeles, Califòrnia.
La pel·lícula es va estrenar en la televisió per cable: All the Rage. Mai va entrar en àmplia difusió als cinemes d'Amèrica (mostrada només en pocs festivals de cinema), encara que el llançament en DVD va ser un èxit moderat. També va estar en el Festival de Cinema Internacional de Milà, guanyant premis a la millor actuació (Gary Sinise), millor director, millor muntatge, millor pel·lícula, millor música, millor guió, així: el Premi del públic.